# Diócesis de Baker
La diócesis de Baker (en latín: Dioecesis Bakeriensis y en inglés: Roman Catholic Diocese of Baker) es una circunscripción eclesiástica de la Iglesia católica en Estados Unidos. Se trata de una diócesis latina, sufragánea de la arquidiócesis de Portland. Desde el 10 de julio de 2025 su obispo es Thomas Hennen.

## Territorio y organización
La diócesis tiene 173 013 km² y extiende su jurisdicción sobre los fieles católicos de rito latino residentes en 18 condados del estado de Oregón: Baker, Crook, Deschutes, Gilliam, Grant, Harney, Hood River, Jefferson, Klamath, Lake, Malheur, Morrow, Sherman, Umatilla, Union, Wallowa, Wasco y Wheeler.
La sede de la diócesis se encuentra en la ciudad de Baker City, en donde se halla la Catedral de San Francisco de Sales.
En 2020 en la diócesis existían 36 parroquias agrupadas en 5 decanatos.

## Historia
La diócesis de Baker City fue erigida el 19 de junio de 1903 con el breve Supremi apostolatus del papa León XIII, tomando su territorio de la arquidiócesis de Oregón City (arquidiócesis de Portland).
El 16 de febrero de 1952 asumió su nombre actual.
El 26 de noviembre de 1963, con la carta apostólica Suavem pietatis, el papa Pablo VI proclamó a Francisco de Sales como patrono principal de la diócesis.

## Estadísticas
Según el Anuario Pontificio 2021 la diócesis tenía a fines de 2020 un total de 36 175 fieles bautizados.
| Año                                                                             | Población            | Población | Población      | Sacerdotes | Sacerdotes    | Sacerdotes    | Bautizados por sacerdote | Diáconos permanentes | Religiosos | Religiosos | Parroquias |
| Año                                                                             | Bautizados católicos | Total     | % de católicos | Total      | Clero secular | Clero regular | Bautizados por sacerdote | Diáconos permanentes | Varones    | Mujeres    | Parroquias |
| ------------------------------------------------------------------------------- | -------------------- | --------- | -------------- | ---------- | ------------- | ------------- | ------------------------ | -------------------- | ---------- | ---------- | ---------- |
| 1950                                                                            | 14 729               | 245 992   | 6.0            | 38         | 30            | 8             | 387                      |                      | 8          | 130        | 23         |
| 1959                                                                            | 20 181               | 282 030   | 7.2            | 55         | 47            | 8             | 366                      |                      | 8          | 119        | 29         |
| 1966                                                                            | 24 417               | 271 175   | 9.0            | 51         | 46            | 5             | 478                      |                      | 5          | 143        | 63         |
| 1970                                                                            | ?                    | 277 365   | ?              | 54         | 48            | 6             | ?                        |                      | 6          | 127        | 32         |
| 1976                                                                            | 24 103               | 300 500   | 8.0            | 52         | 40            | 12            | 463                      |                      | 12         | 101        | 31         |
| 1980                                                                            | 25 800               | 307 800   | 8.4            | 49         | 38            | 11            | 526                      |                      | 11         | 95         | 29         |
| 1990                                                                            | 27 883               | 378 025   | 7.4            | 48         | 39            | 9             | 580                      | 2                    | 9          | 42         | 34         |
| 1999                                                                            | 35 588               | 417 800   | 8.5            | 48         | 40            | 8             | 741                      | 6                    |            | 28         | 35         |
| 2000                                                                            | 39 853               | 425 650   | 9.4            | 49         | 41            | 8             | 813                      | 8                    | 8          | 29         | 35         |
| 2001                                                                            | 37 083               | 439 500   | 8.4            | 50         | 44            | 6             | 741                      | 15                   | 6          | 28         | 36         |
| 2002                                                                            | 38 160               | 439 500   | 8.7            | 46         | 40            | 6             | 829                      | 13                   | 6          | 27         | 36         |
| 2003                                                                            | 37 606               | 439 500   | 8.6            | 43         | 38            | 5             | 874                      | 13                   | 5          | 25         | 36         |
| 2004                                                                            | 38 390               | 439 500   | 8.7            | 48         | 40            | 8             | 799                      | 13                   | 8          | 21         | 37         |
| 2006                                                                            | 36 553               | 447 000   | 8.2            | 49         | 40            | 9             | 745                      | 13                   | 9          | 15         | 36         |
| 2010                                                                            | 37 029               | 502 610   | 7.4            | 60         | 46            | 14            | 617                      | 12                   | 14         | 11         | 36         |
| 2012                                                                            | 34 142               | 509 474   | 6.7            | 53         | 43            | 10            | 644                      | 11                   | 10         | 17         | 31         |
| 2015                                                                            | 36 200               | 517 000   | 7.0            | 47         | 40            | 7             | 770                      | 9                    | 9          | 13         | 36         |
| 2018                                                                            | 37 000               | 528 400   | 7.0            | 41         | 33            | 8             | 902                      | 9                    | 10         | 15         | 36         |
| 2020                                                                            | 36 175               | 554 145   | 6.5            | 40         | 29            | 11            | 904                      | 9                    | 13         | 13         | 36         |
| Fuente: Catholic-Hierarchy, que a su vez toma los datos del Anuario Pontificio. |                      |           |                |            |               |               |                          |                      |            |            |            |

## Episcopologio
- Charles Joseph O'Reilly † (25 de junio de 1903-20 de marzo de 1918 nombrado obispo de Lincoln)
- Terrence George Brady † (18 de julio de 1918 - septiembre 1918 renunció)
- Joseph Francis McGrath † (21 de diciembre de 1918-12 de abril de 1950 falleció)
- Francis Peter Leipzig † (18 de julio de 1950-26 de abril de 1971 retirado)
- Thomas Joseph Connolly † (4 de mayo de 1971-19 de noviembre de 1999 retirado)
- Robert Francis Vasa (19 de noviembre de 1999-24 de enero de 2011 nombrado obispo coadjutor de Santa Rosa en California)[nota 1]
- Liam Stephen Cary (8 de marzo de 2012 - 10 de julio de 2025)
- Thomas Hennen, desde el 10 de julio de 2025